# 岡崎公園 (京都市)
岡崎公園（おかざきこうえん）は、京都府京都市左京区岡崎にある都市公園（総合公園）である。1895年開催の内国勧業博覧会の跡地に開かれた公園。

## 歴史
この地は、平安時代に法勝寺など、六勝寺と総称される6か寺の大寺が建立された故地である。その名は、現在でも各寺の故地に町名となって残されている。
1895年（明治28年）、岡崎地域で平安遷都千百年紀念祭と第四回内国勧業博覧会が実施された。この会場はその後、平安神宮の境内として整備が進められていく。1900年（明治33年）、皇太子嘉仁親王（後の大正天皇）のご成婚に合わせて募られた寄付をもとに、整備が進められていた平安神宮の境内に動物園の開設が決定された。工事は1901年（明治34年）に開始され、1903年（明治36年）4月1日、東宮御慶事記念動物園が開園する。動物園開設後の1903年5月22日、市会で第四回内国勧業博覧会場跡の市有地が岡崎公園と称されることが決定された。この決定を受け、翌1904年7月8日、同所が公園地に指定され、岡崎公園が開設された。その後公園には、1909年には京都府立図書館が建設された。さらに、1928年の大礼記念京都大博覧会の翌年には、大鳥居が新設され、1933年には京都市美術館が開館した。

### 内国勧業博覧会
壮麗を極めた往時の六勝寺の伽藍も、その後の戦乱で灰燼に帰してしまい、幕末維新の頃には、岡崎には人家も疎らで、空き地が広がっていた。明治時代、東側に隣接する蹴上の地域に、琵琶湖疏水が引かれ、日本初の水力発電所が建設され、インクラインを利用した水運も発達すると、岡崎の地を琵琶湖疏水の本流が西流するようになった。1892年には、京都市の有力者が、平安遷都千百年紀念祭とあわせて、内国勧業博覧会の誘致運動を進め、会場として聖護院・岡崎周辺を想定した。
1895年には、疏水の北側の地域を会場として内国勧業博覧会が開催され、賑わいを取り戻した。その会場跡に造営されたのが、平安神宮であり、その他、文化施設も建設され、1903年には、京都市会が博覧会場跡の市有地を岡崎公園とすることを決議し、1904年に公園が開設された。
平安神宮関連では、1928年（昭和3年）10月12日、応天門通りに鉄筋コンクリート造の大鳥居が設置されている。

## 文化施設

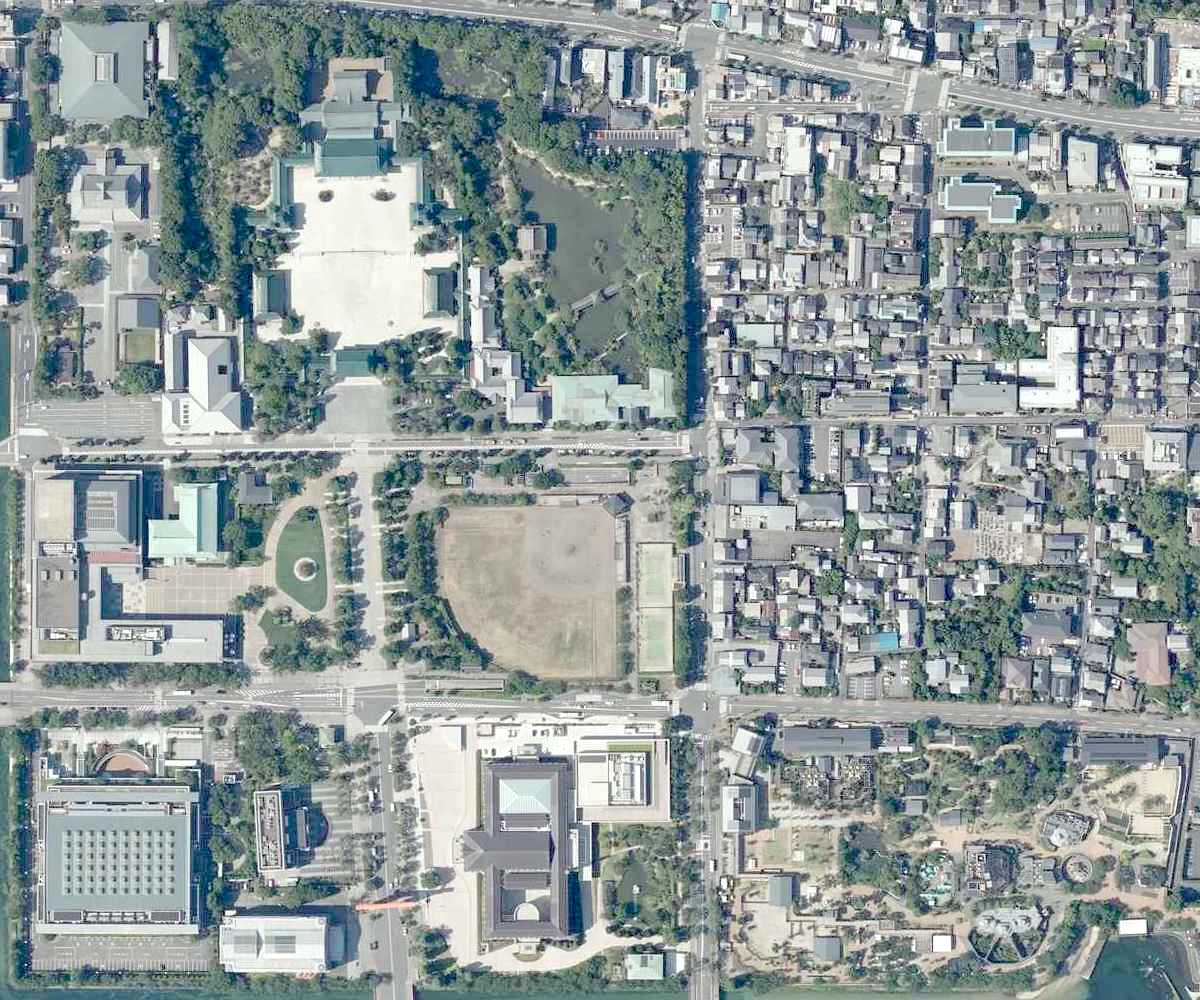
航空写真（2020年）

京都市京セラ美術館、京都国立近代美術館、ロームシアター京都、京都市勧業館（みやこめっせ）、岡崎グラウンド、京都府立図書館、京都市動物園、平安神宮など、京都の文化・観光・産業施設が集まっている。公園の南縁、西縁には、琵琶湖から引かれた琵琶湖疏水の水路とインクラインがある。
この広範なエリアをしばしば岡崎公園と呼ぶが、狭義には、同名の公園が平安神宮の南側にあり、テニスコートが隣接している。京都市は2015年に、観光案内所として大宮交通公園に保存されていた京都市電1800形電車1860号を移設し、同年12月5日より「岡崎・市電コンシェルジュ」として運営していた（その後使用停止ののち、2021年に大阪府の霊園に譲渡）。また、同年9月より、再整備計画として、岡崎公園の中央を南北に通る神宮道の二条通〜冷泉通間の車道をプロムナード（歩行者天国）化した。

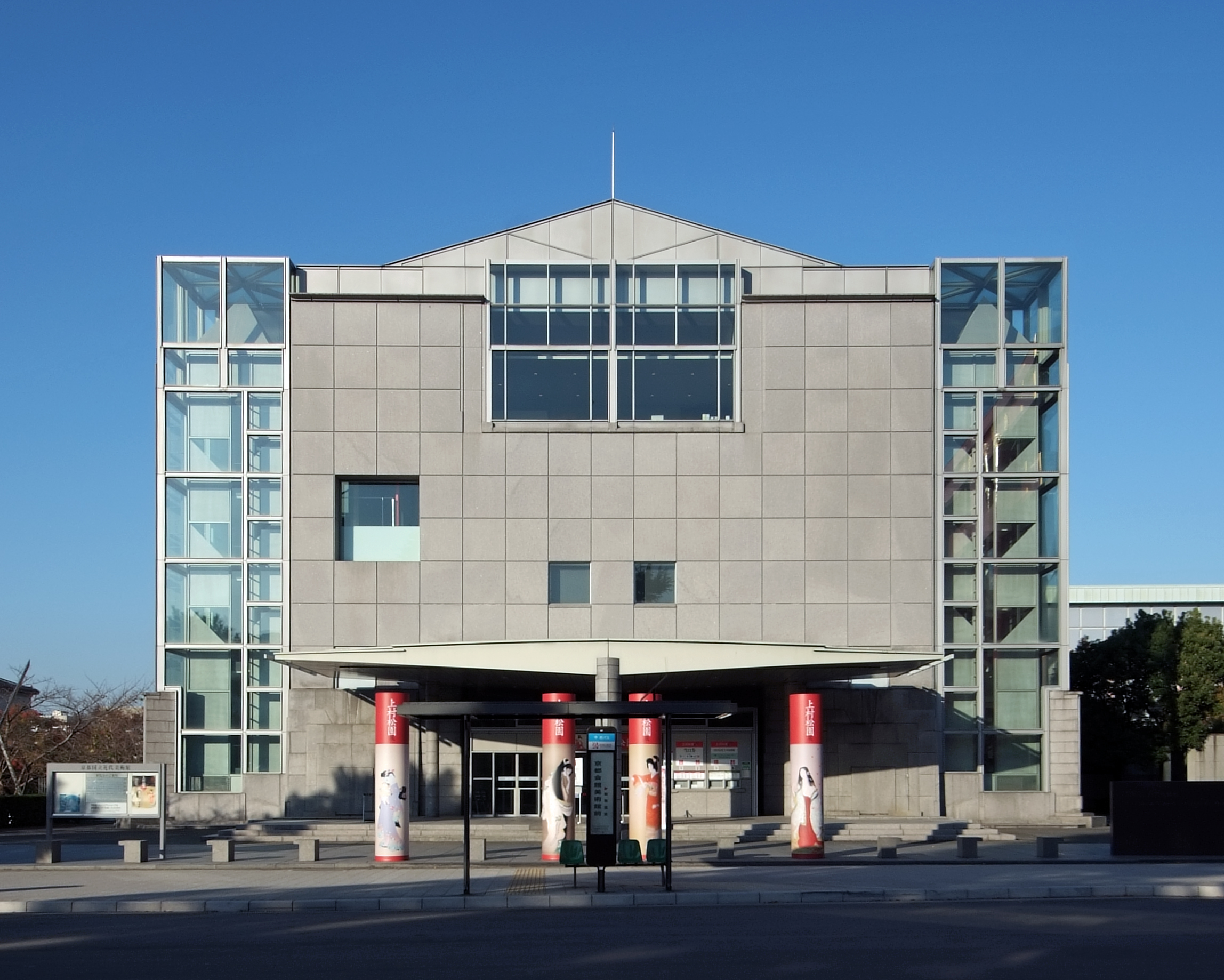
京都国立近代美術館
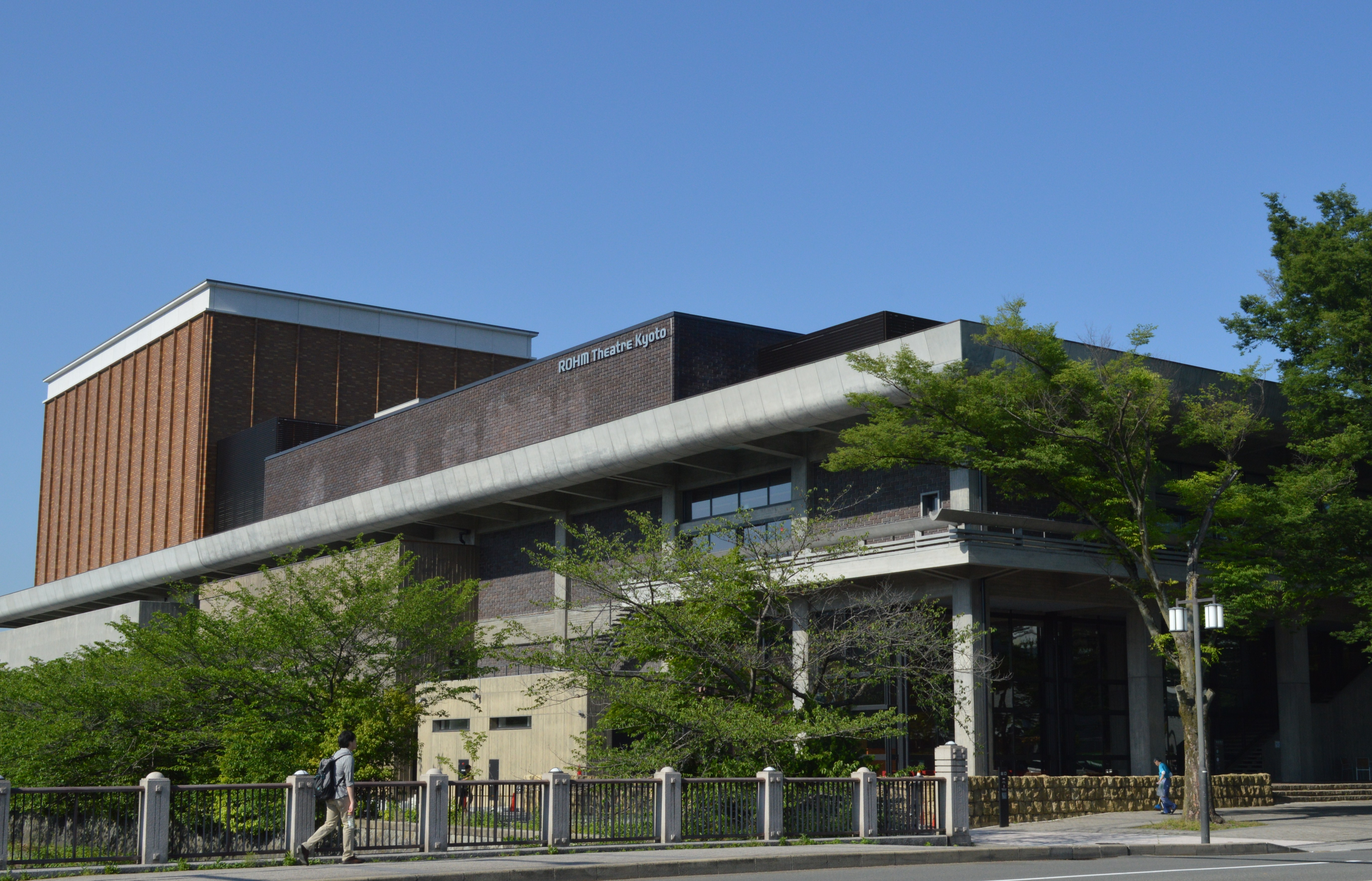
ロームシアター京都
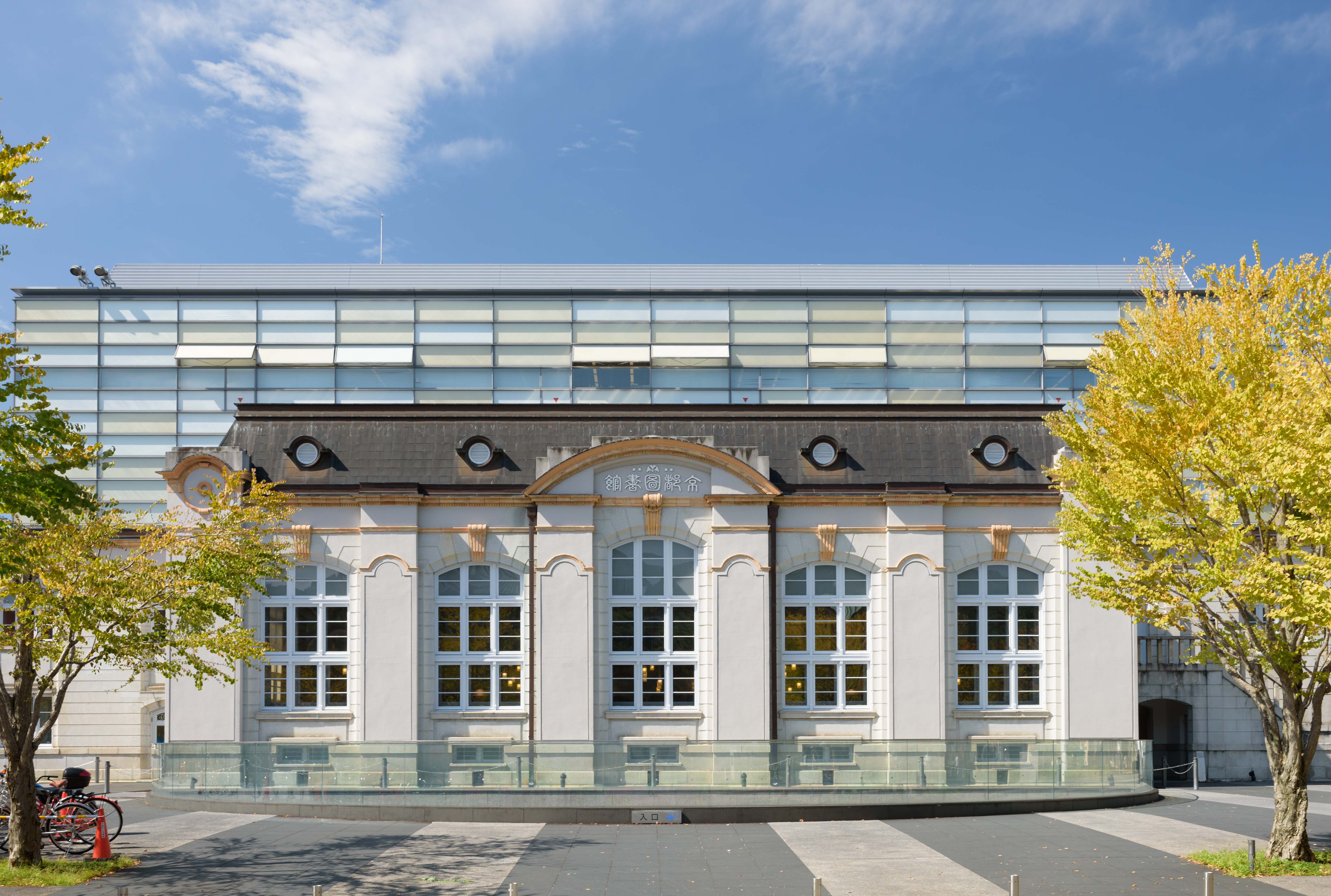
京都府立図書館
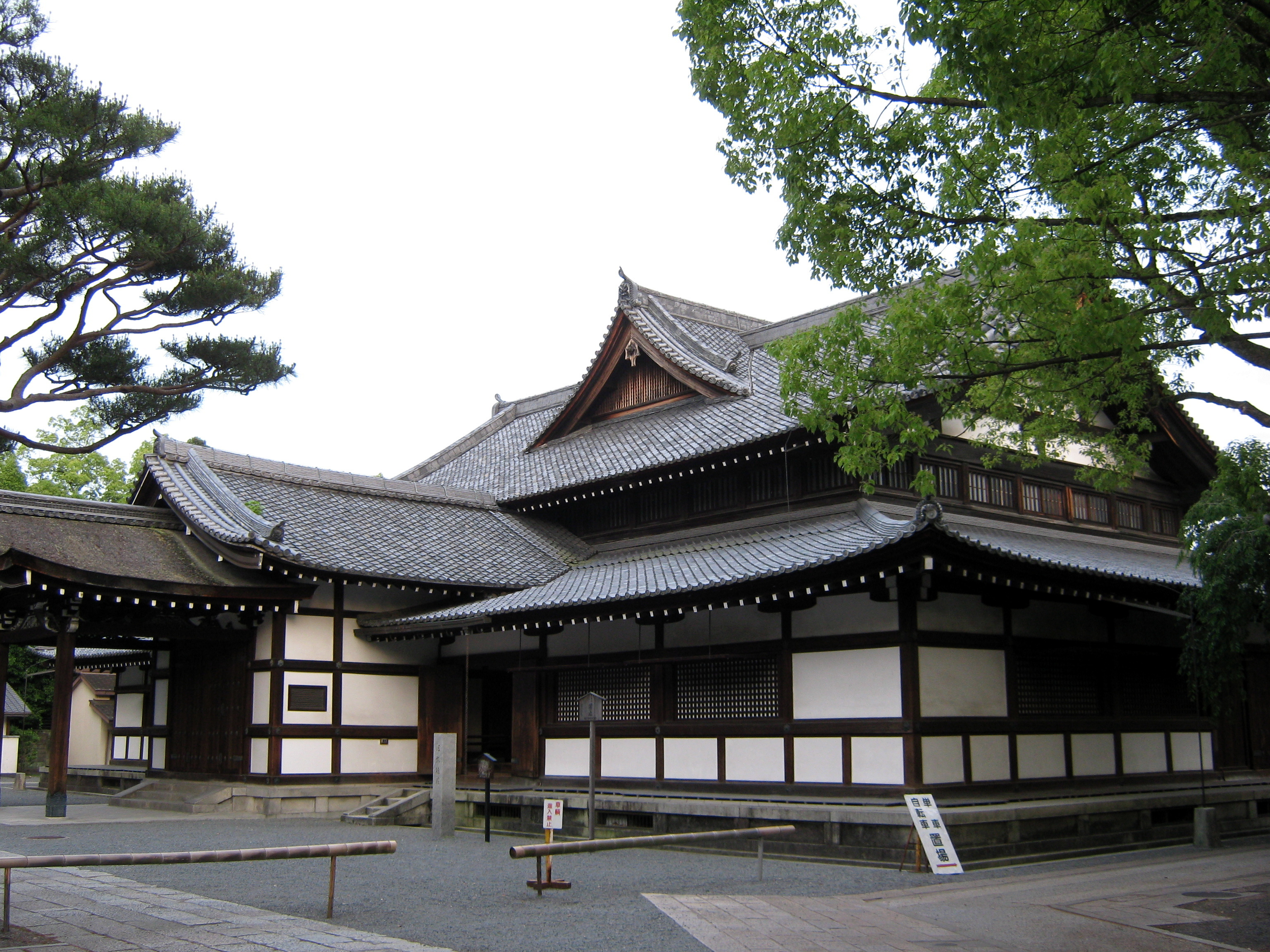
旧武徳殿
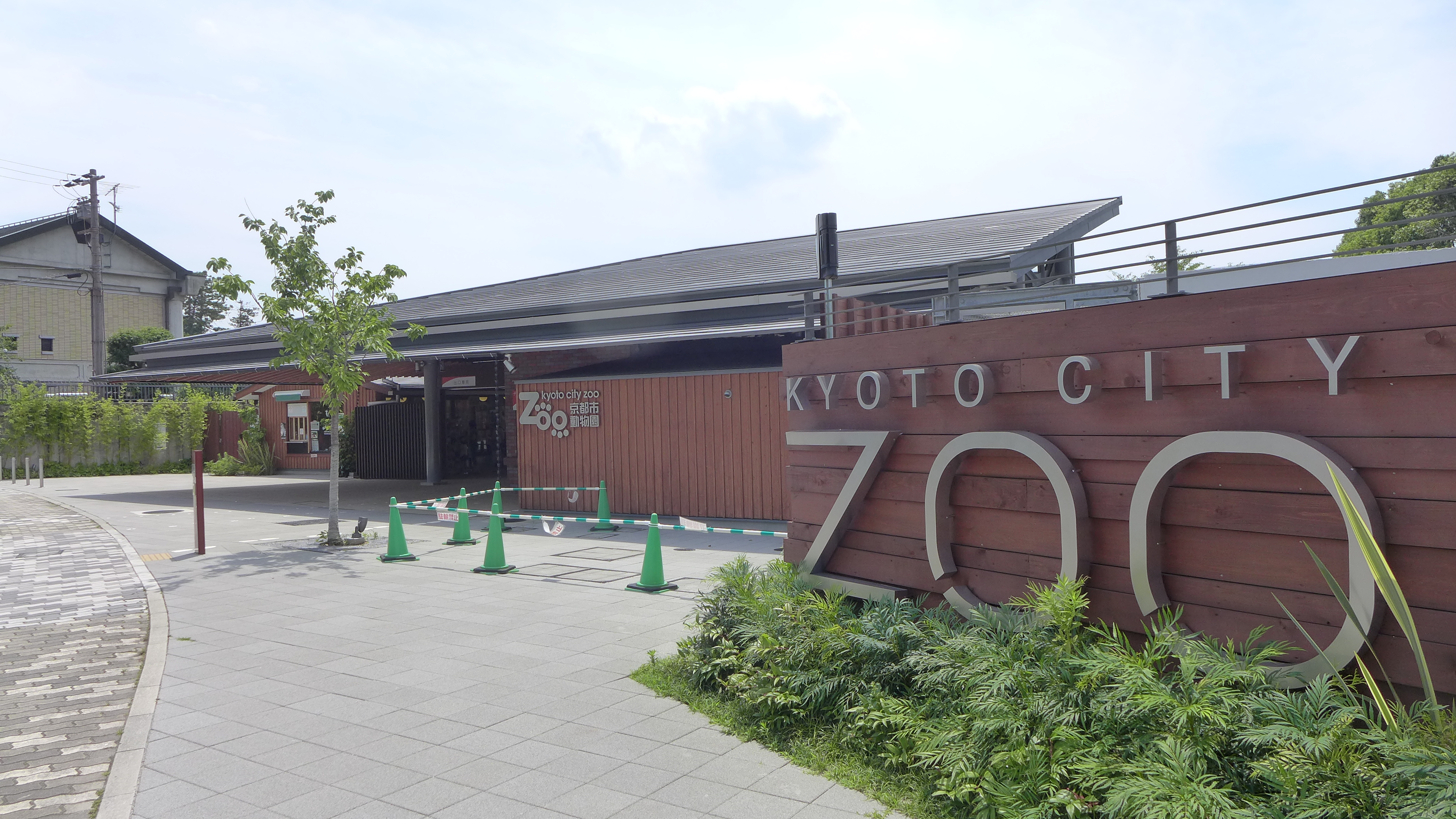
京都市動物園

## モニュメント

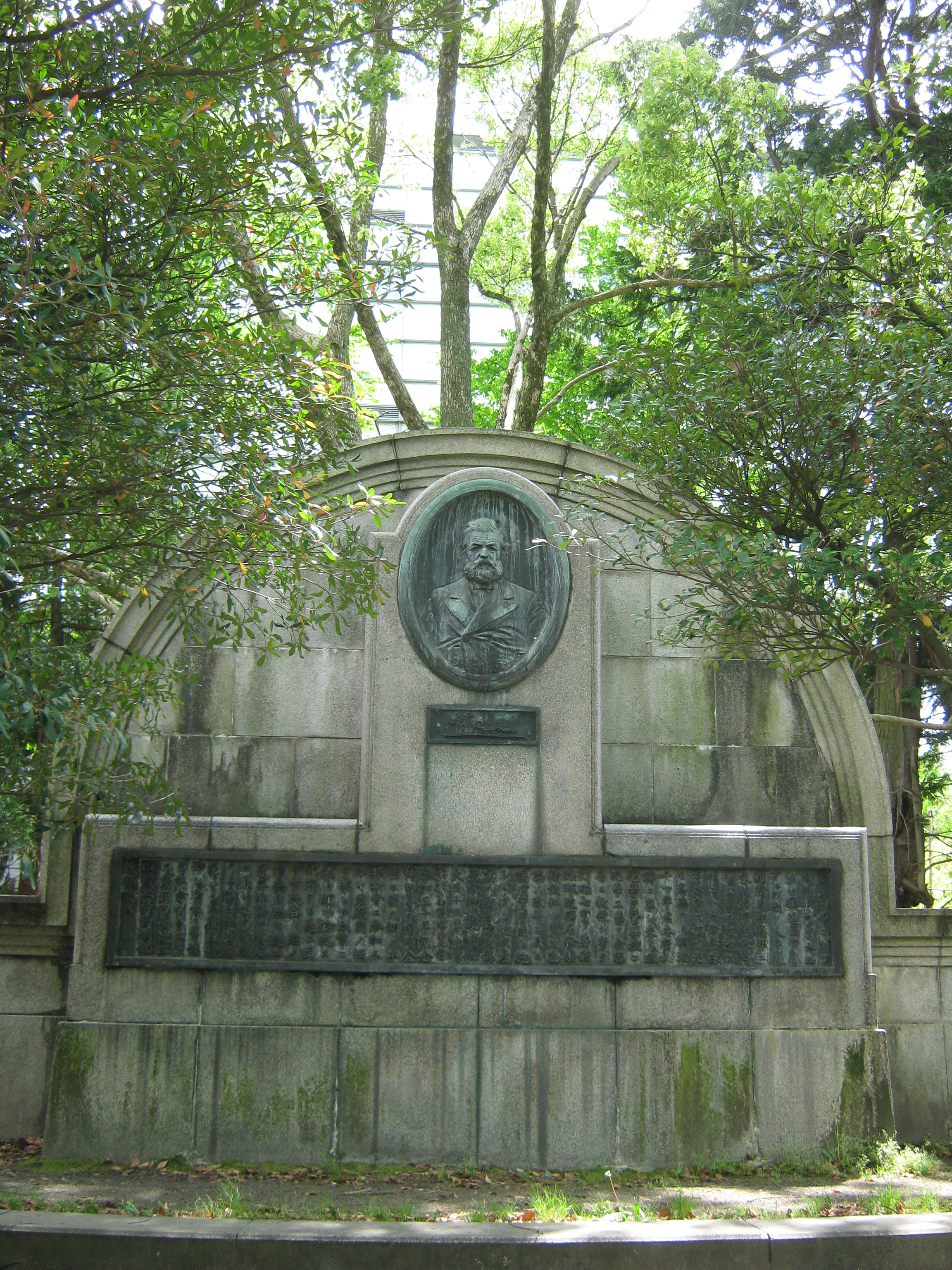
ゴットフリード・ワグネル像

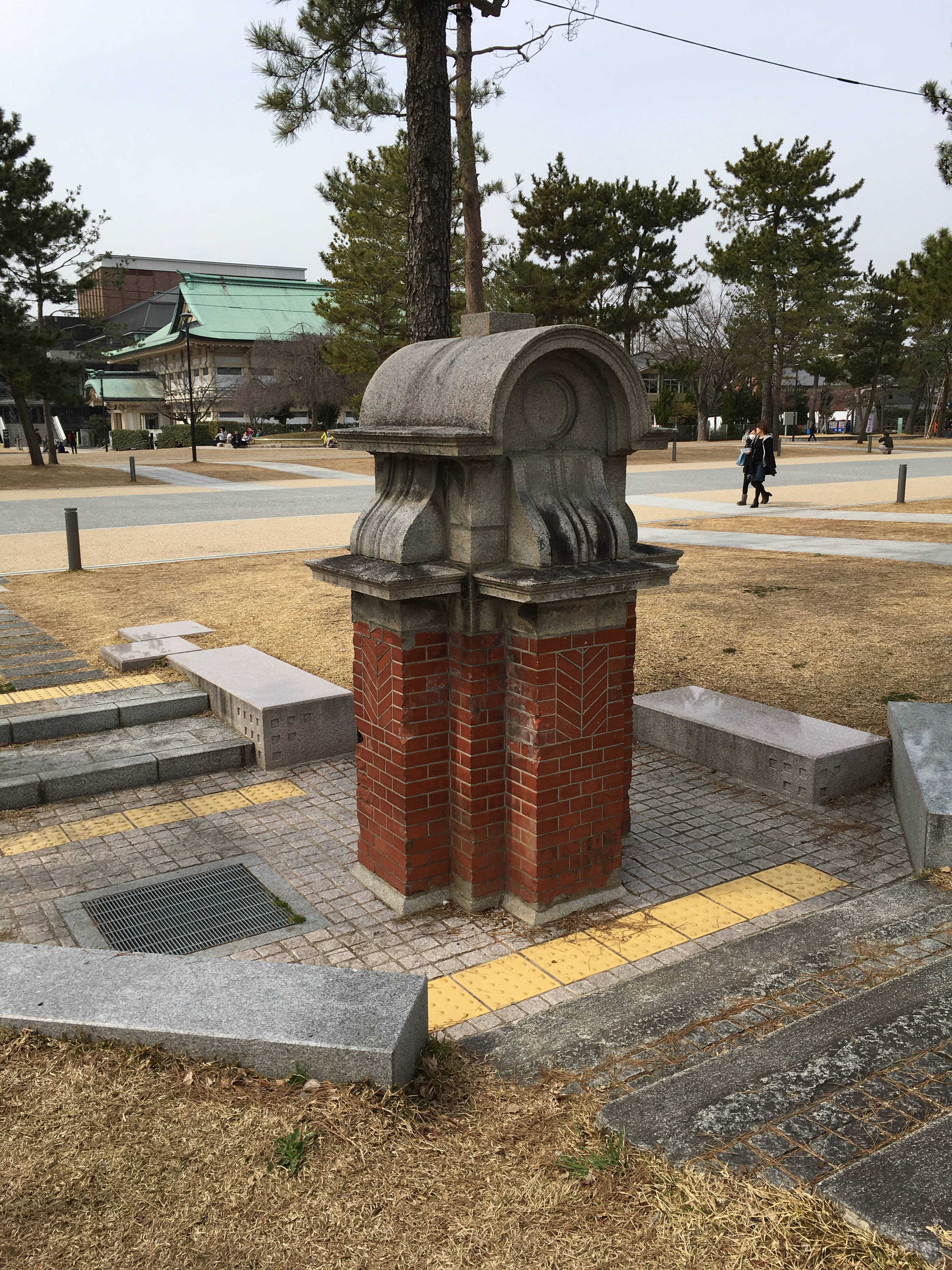
大典記念京都博覧会門柱（照明台座）

公園内にはゴットフリード・ワグネル像や大典記念京都博覧会門柱（照明台座）などのモニュメントがある。

### ゴットフリード・ワグネル記念碑
ゴットフリード・ワグネルは1868年に来日し、1878年京都府に迎えられ3年間滞在した。その間、医学校で一般理化学を教え、また舎密局で陶磁器、七宝、ガラス、石鹸、ビール清涼飲料水などの工業化学製品の製造、合金、電気、メッキに関する技術の指導に当り京都産業の近代化に貢献した。この記念碑は、1924年、万国博覧会参加50年記念博覧会が岡崎公園で開催された際にワグネルの功績を記念して建立された。。

## イベント

### 京都学生祭典
毎年10月上旬に（過去に一部例外あり）日本の京都市で開催されている祭。京都市が策定した大学のまち・京都21プランがイベントコンセプトの基本となっている。2000〜2002年に財団法人大学コンソーシアム京都が主催して実施された京都・学生フェスティバルが発展して、京都学生祭典となった。

### 京都さくらよさこい
京都さくらよさこいは、京都市役所前広場を中心に、2日間に渡って行われる関西最大級のよさこい祭り。第八回からは平安神宮周辺の岡崎エリアに会場を拡大して開催する予定。桜舞う4月上旬に毎年開催されている。第六回はのべ165チームが参加した。第七回は震災のために、5月に延期開催された。

### 2020年東京オリンピック聖火リレーセレブレーション
2020年東京オリンピックの聖火リレーでセレブレーション会場となった、聖火ランナーは公募により1万人程度が選ばれた、
聖火リレーについて、組織委員会はスポンサー企業4社と各都道府県実行委員会が行ったランナー公募に延べ53万5717件の応募があったと発表した。